# 王素娟
王素娟（1928年6月10日—2021年9月2日），女，山东益都人，中国海藻养殖专家，上海海洋大学教授。曾任中国藻类学会常务理事。
王素娟是几种有经济意义藻类如单孢紫菜（Porphyra monosporangia）、刺边紫菜（Porphyra dentimarginata）、福建紫菜（Porphyra fujianensis）、多枝紫菜（ Porphyra ramosissima）等的发现和命名者之一。